# Jardín de la Casa Sorolla (obraz 1920)
Jardín de la Casa Sorolla – obraz hiszpańskiego malarza Joaquína Sorolli namalowany techniką olejną w stylu luministycznym (hiszp. luminismo valenciano) w 1920 roku. Należy do kolekcji Muzeum Sorolla w Madrycie.
Obraz przedstawia ogród znajdujący się przy madryckim domu malarza (obecnie znajduje się tam Muzeum Sorolla, a ogród jest zachowany do dziś). Wstępne plany ogrodu nakreślił sam Sorolla. W latach 1916–1920, korzystając z krótkich okresów odpoczynku podczas pracy nad serią obrazów dla Hispanic Society of America w Nowym Jorku, artysta malował swój ogród z różnych punktów widzenia. Ta wersja była jedną z ostatnich, jakie namalował, ze względu na doznanie porażenia połowiczego, którego skutkiem był paraliż, uniemożliwiający dalszą pracę. W sumie Sorolli udało się zrealizować ponad 40 obrazów, przedstawiających ogrody przy jego madryckim domu.
Obraz przedstawia część ogrodu drugiego i trzeciego, które są oddzielone kolumnami. W centrum znajduje się pusty fotel z wikliny, w którym to miał zwyczaj siadać Sorolla. Ogród trzeci został zaplanowany tak samo jak pierwszy, w 1911, jednak posadzony między 1912 a 1913 rokiem, ponownie zagospodarowany w 1917 roku, wraz z ukończeniem ogrodu drugiego. Ogród drugi był ostatnim stworzonym (między 1915 a 1916 rokiem), inspiracją do jego powstania były ogrody w stylu mauretańskim Generalife w Granadzie. W ukazanej na obrazie przestrzeni między dwoma ogrodami, na kamiennych piedestałach zostały położone rzeźby z brązu, będące kopiami rzeźb Narodowego Muzeum Archeologicznego w Neapolu.